# Zamárdi
Zamárdi je vas na Madžarskem, ki upravno spada pod podregijo Siófoki Šomodske županije.